# 奥尔马希·佐尔坦
奥尔马希·佐尔坦（匈牙利語：Almási Zoltán），匈牙利国际象棋棋手，国际象棋特级大师。
奥尔马希曾于1995年、1997年、1999年、2000年、2003年、2006年、2008年、2009年八次获得匈牙利国际象棋全国冠军。他的历史最高等级分为2011年7月创下的2726分。